# The Castle Doctrine
The Castle Doctrine est un jeu vidéo mêlant infiltration, puzzle, rogue-like et stratégie au tour par tour développé et édité par Jason Rohrer, sorti en 2014 sur Windows, Mac et Linux.

## Accueil
- Destructoid : 7/10[1]
- Game Informer : 7/10[2]
- GameSpot : 4/10[3]
- IGN : 4,5/10[4]
- PC Gamer : 85 %[5]
- Polygon : 5/10[6]